# エルウィン・サンチェス
エルウィン・サンチェス（Erwin Sánchez Freking、1969年10月19日 - ）は、ボリビア・サンタ・クルス・デ・ラ・シエラ出身、元サッカー選手。元ボリビア代表及び代表監督、サッカー指導者である。ポジションはMF。代表の主力として長年活躍し、ボリビア選手として初めてヨーロッパのクラブチームに所属した選手である。

## クラブ経歴

### ユース時代
幼少期には、アカデミア・タウイチ・アギレラに所属した。アカデミアのチームがそのままユース代表となり、1985年U-16世界選手権中国大会に出場した。当時のメンバーにマルコ・エチェベリ（後に、フル代表でもチームメイトになる）、石川康らがいた。

### 国内リーグ時代
1987年、地元のサンタ・クルス・デ・ラ・シエラのクラブであるクルブ・デストロイヤーズでプロとしてのキャリアをスタートさせた。その後1988年には、クラブ・ボリバルへ移籍し、キャリア初の1部リーグ制覇に貢献した。

### ポルトガル時代
ボリビアでの活躍が認められ、1990年にポルトガルのSLベンフィカに移籍。ボリビア選手として初めてヨーロッパのクラブチームに移籍した選手となった。しかし当時のSLベンフィカは層が厚く、チームはプリメイラ・リーガ1990-91シーズンを優勝するも、殆ど活躍できず、1991年にGDエストリル・プライアに期限付き移籍した。翌1992年にボアヴィスタFCに移籍してから漸く活躍し始め、1996年～1997年には国内カップ戦のタッサ・デ・ポルトガル制覇に貢献した。その後、ベンフィカとボアヴィスタの往復で在籍し、1999年にはリザーブチームのベンフィカB（当時、リーガ・デ・オンラ在籍）にも所属した。2001年シーズンには33試合出場で9得点と活躍したが、翌2002年に前十字靭帯断裂の大怪我を負い、急速に衰えた。怪我から復帰後はボアヴィスタの選手兼任監督となり指導者としてのキャリアもスタートさせた。

### プロキャリア晩年
2004年に故郷ボリビアのオリエンテ・ペトロレロに戻りそこそこ活躍したものの、2005年3月14日のクルブ・ブルーミング戦で審判のウィルソン・アリアガに暴行を働き、18ヶ月の出場停止処分を喰らって、そのまま現役引退した。

## 代表経歴
ボリビア代表としては1989年に初招集された。最大のハイライトは1994年のアメリカW杯でボリビア代表初ゴールを挙げた事である。グループリーグ第3戦のソルジャー・フィールド（シカゴ）で行われたスペイン戦、0-2でリードされた後半21分に左足で放ったシュートがスペインのDF・ボロの足に当たり、ゴールネットを揺らしたのである。ボリビア代表にとっては64年越しの待望のゴールでもあり、2021年現在に至るまでボリビア代表で唯一ワールドカップで得点を決めた選手になっている。代表では控えの選手ながら大舞台に強く、コパ・アメリカでは地元開催だった1997年ボリビア大会の準々決勝（6月21日のコロンビア戦）では前半24分に追加点を決め、母国の準優勝に貢献。1999年パラグアイ大会でもグループリーグ第3戦の日本戦において、前半18分に先制ゴールを挙げた（試合自体は後半30分に呂比須ワグナーがPKを決め、引き分けだった。）。代表には引退直前までの2005年まで16年間にわたって招集され、ボリビアのプラティニ（皇帝という意味合いが強かった）という愛称で親しまれた。代表通算成績は57試合、15得点（歴代3位）。

### 監督
引退翌年の2006年10月に、ボリビア代表監督に就任。しかし、2009年に2010年南アフリカW杯南米予選での敗退が決まったため、監督を解任された。その後、2012年～2013年にかけて、かつて所属したオリエンテ・ペトロレロの監督を務めた。

## 代表歴

### 出場大会など
- 年代別代表
  - 1985年 - 1985 FIFA U-16世界選手権
- ボリビア代表
  - 1991年 - コパ・アメリカ1991
  - 1993年 - コパ・アメリカ1993
  - 1994年 - 1994 FIFAワールドカップ
  - 1995年 - コパ・アメリカ1995
  - 1997年 - コパ・アメリカ1997
  - 1999年 - コパ・アメリカ1999
  - 1999年 - FIFAコンフェデレーションズカップ1999
  - 2001年 - コパ・アメリカ2001
  - 2004年 - コパ・アメリカ2004

### 試合数
- 国際Aマッチ 57試合 15得点 (1989年 - 2005年)[11]

| ボリビア代表 | 国際Aマッチ | 国際Aマッチ |
| 年           | 出場        | 得点        |
| ------------ | ----------- | ----------- |
| 1989         | 12          | 1           |
| 1990         | 0           | 0           |
| 1991         | 3           | 1           |
| 1992         | 0           | 0           |
| 1993         | 10          | 5           |
| 1994         | 7           | 2           |
| 1995         | 1           | 1           |
| 1996         | 1           | 0           |
| 1997         | 9           | 3           |
| 1998         | 0           | 0           |
| 1999         | 6           | 1           |
| 2000         | 4           | 1           |
| 2001         | 0           | 0           |
| 2002         | 0           | 0           |
| 2003         | 0           | 0           |
| 2004         | 2           | 0           |
| 2005         | 2           | 0           |
| 通算         | 57          | 15          |

## 監督歴
- 2006年 - 2009年 ボリビア代表

## タイトル

### チーム
ボリバル
- ボリビア1部リーグ : 1988

ベンフィカ
- プリメイラ・リーガ : 1990-91

ボアヴィスタ
- タッサ・デ・ポルトガル : 1996-97

オリエンテ・ペトロレロ
- コパ・アエロスール : 2005